# Nagm al-Saltanah
Badr al-Molouk Qajar (in persiano نَجم‌السلطنه‎; Tabriz, 1853 – Teheran, 4 novembre 1932) è stata una tra le più colte e potenti principesse persiane della dinastia Qajar, fondatrice del primo ospedale moderno a Teheran, il "Najmiya Hospital".

## Biografia

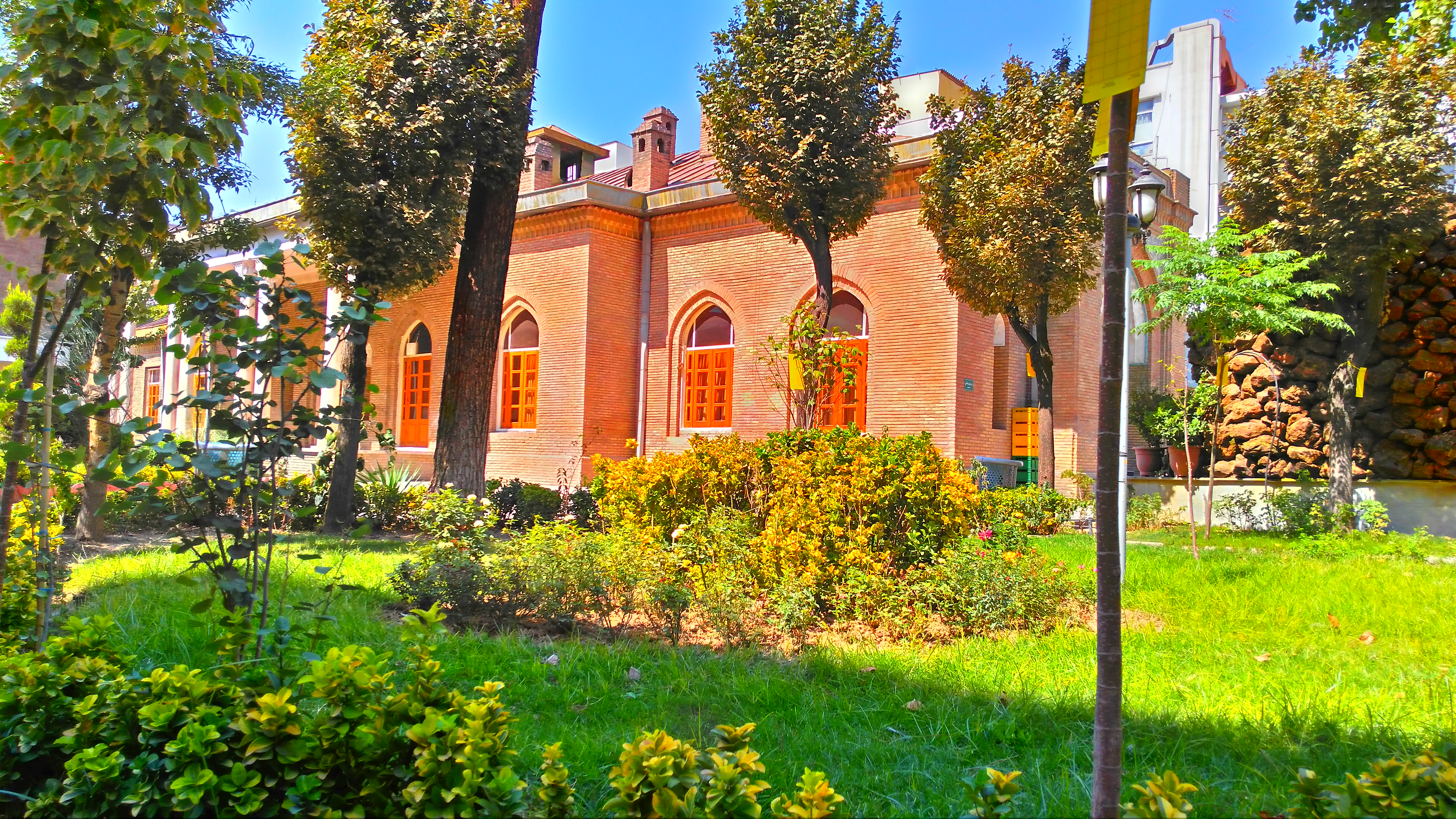
"Najmiya Hospital" di Tehran, ospedale fondato nel 1928

Era pronipote dello Scià Fath Ali Qajar, primo sovrano della dinastia Qajar, sorella del principe Abdol-Hossein Farman Farma (1852-1939), illustre politico della Persia moderna, e madre del principe Moḥammad Mirza Mosaddeq al-Saltanah, tra i più noti politici dell'Iran del XX secolo. Era anche grande amica, cugina e cognata della principessa Fatimah Khanoum Izzat al-Dawlah, una tra le più colte figlie dello Scià Mozaffar al-Din Shah Qajar (1853-1907).
Nagm al-Saltanah amava scrivere; una gran quantità di corrispondenza tra la principessa e suo fratello Farman Farma è conservata a Teheran. Era anche attiva nel sociale, come lo fu anche sua madre, con la costruzione di scuole e moschee. Durante la costruzione dell'ospedale, presiedeva giornalmente il cantiere.

## Titoli ed onorificenze
- Amizadi[10]
- Shahzadeh Khanoum (in persiano: La Signora Consorte Reale).
- Begum Khanoum (in persiano: Sua Eccellenza la Signora).
- Malik Taj (in persiano: Sua Eccellenza).